# Skull and Crown (film 1914)
Skull and Crown – amerykański film niemy z 1914 w reżyserii E.A. Martina.